# Ivan Stanković
Ivan Stanković (Belgrado, 27 de abril de 1982) Es un exjugador de balonmano serbio que jugaba en la posición de lateral derecho. Su último equipo fue el US Ivry Handball. Fue un componente de la selección de balonmano de Serbia.
Con la selección ganó la medalla de plata en el Campeonato Europeo de Balonmano Masculino de 2012. En España, ha jugado en el Balonmano Aragón y en el Bidasoa Irún.

## Palmarés

### Partizan
- Liga de Serbia y Montenegro de balonmano (2): 2002, 2003
- Copa de Serbia y Montenegro de balonmano (1): 2001

## Clubes
- RK Partizan (1999-2004)
- Bidasoa Irún (2004-2007)
- Balonmano Aragón (2007-2011)
- US Créteil HB (2011-2014)
- US Ivry Handball (2014-2017)
- Stade Hendayais Handball (2017-2019)